# Király Viktor (album)
A Király Viktor Király Viktor debütáló albuma.
Hatalmas közönség- és szakmai várakozás előzte meg a 2008-as Megasztár győztesének, Király Viktornak a bemutatkozó albumát.
Az énekes jelentős időt töltött stúdióban, hogy minden dalból – és önmagából is – a maximumot hozza ki, és olyan koronggal örvendeztesse meg rajongóit, amellyel ő maga is maradéktalanul elégedett. Magasra tette a lécet, de a dalokat hallgatva megállapíthatjuk, hogy sikerrel vette az akadályt.
Az eredmény tíz erőteljes, lendületes, kizárólag magyar nyelvű felvétel. A dalok hangzásukban modern, friss, energikus irányvonalat képviselnek populáris, refréncentrikus formában. A szerzeményeket az énekes szerzőtársa, Kardos Norbert közreműködésével írta, míg a szövegek a rendkívül tehetséges Sztevanovity Natali munkáját dicsérik.
A korongról elsőként a Forgószél című dal került a rádiókhoz, és a 2009-es nyár egyik legnagyobb hazai slágere lett. A dalból készült rendkívül igényes és látványos videóklip 2009. június 24-én jelent meg, rendezője Tóth Gergely.
2010. március 18-án jelent meg az énekes második videóklipje, amelyet 2010. február 3-án a Ha arra indulsz című számához forgattak. Ezzel egy időben elkészült a klip angol nyelvű változata is Have I Told You címmel. A rendező újra Tóth Gergely.

## Az album dalai
- 1. 	Forgószél
- 2. 	Fogadj be engem
- 3. 	1 nap, 1 éj
- 4. 	„Föl-földobott kő”
- 5. 	Miattad és érted
- 6. 	Húzz be a sorba
- 7. 	Légy önmagad (duett Király Lindával)
- 8. 	Miattam sírsz
- 9. 	Mendemonda
- 10. 	Ha arra indulsz
- 11. 	Forgószél [Remix]

## Zenei közreműködők
- Király Viktor – ének
- Király Linda – ének
- Király Benjamin – rap
- Kardos Norbert – billentyűs hangszerek
- Szabó Márton – gitár
- Balogh László – dob
- Takács Donát – basszusgitár
- Horváth Gyula – hegedű
- Katona Gergely – trombita
- Szegfű Károly – chello
- Veress Mónika – vokál
- Simon Stewart (Spitfire Production)
- Audiotype (Karmatronic Records)

## Külső hivatkozások
- Forgószél – hivatalos klip (2009)
- Ha arra indulsz – hivatalos klip (2010)
- Have I Told You – hivatalos klip (2010)
- Információk a Zene.hu lapján